# Золотой орёл (кинопремия, 2022)
20-я церемония вручения наград премии «Золотой орёл» за заслуги в области российского кинематографа и телевидения за 2021 год состоялась 28 января 2022 года в первом павильоне киноконцерна «Мосфильм». Номинанты были объявлены 28 декабря 2021 года.
На соискание премии за 2021 год, рассматривались отечественные кинофильмы, впервые публично показанные в России c 1 декабря 2020 года по 30 ноября 2021 года, а также телефильмы и сериалы, первый показ которых был завершен в период с 1 декабря 2020 года по 30 ноября 2021 года (включая фильмы и сериалы онлайн-платформ).
Наибольшим числом номинаций (12) отмечена историческая драма «Серебряные коньки».

## Статистика
Количество наград/номинаций:
Кино:
- 6/12: «Серебряные коньки»
- 3/8: «Огонь»
- 2/7: «Иван Денисович»
- 1/4: «Конек-горбунок»
- 1/2: «Пара из будущего»
- 1/1: «Конь Юлий и большие скачки», «Друг», «Бондарчук. Battle», «Белый снег»
- 0/7: «Капитан Волконогов бежал»
- 0/2: «Уроки фарси», «Общага»

Телевидение и онлайн-платформы:
- 2/3: «Седьмая симфония»
- 1/2: «Пингвины моей мамы», «Вертинский»
- 0/2: «Обитель»

## Список лауреатов и номинантов
• Лауреаты выделены отдельным цветом. 
| Категории | Лауреаты и номинанты |
| --- | --- |
| Лучший фильм (Награду вручал Сергей Шакуров)                                                                    | • Серебряные коньки (режиссёр: Михаил Локшин; продюсеры: Петр Ануров, Леонид Верещагин, Антон Златопольский, Никита Михалков, Рафаел Минасбекян)               |
| Лучший фильм (Награду вручал Сергей Шакуров)                                                                    | • Иван Денисович (режиссёр: Глеб Панфилов; продюсеры: Антон Златопольский, Максим Панфилов, Ирина Савина)                                                      |
| Лучший фильм (Награду вручал Сергей Шакуров)                                                                    | • Капитан Волконогов бежал (режиссёры: Наталья Меркулова, Алексей Чупов; продюсеры: Валерий Федорович, Евгений Никишов, Александр Плотников)                   |
| Лучший фильм (Награду вручал Сергей Шакуров)                                                                    | • Огонь (режиссёр: Алексей Нужный; продюсеры: Леонид Верещагин, Антон Златопольский, Рафаел Минасбекян, Никита Михалков, Алексей Нужный)                       |
| Лучший фильм (Награду вручал Сергей Шакуров)                                                                    | • Уроки фарси (режиссёр: Вадим Перельман; продюсеры: Илья Стюарт, Мурад Османн, Павел Буря, Илья Цофин, Рауф Атамалибеков, Тимур Бекмамбетов, Вадим Перельман) |
| Лучший телевизионный сериал (Награду вручали Светлана Дрыга и Андрей Бурковский)                                | • Седьмая симфония (режиссёр: Александр Котт; продюсеры: Сергей Мелькумов, Алексей Гуськов, Александр Роднянский, Антон Златопольский)                         |
| Лучший телевизионный сериал (Награду вручали Светлана Дрыга и Андрей Бурковский)                                | • Грозный (режиссёр: Алексей Андрианов; продюсеры: Екатерина Жукова, Мария Ушакова, Антон Златопольский)                                                       |
| Лучший телевизионный сериал (Награду вручали Светлана Дрыга и Андрей Бурковский)                                | • Обитель (режиссёр: Александр Велединский; продюсеры: Антон Златопольский, Валерий Тодоровский)                                                               |
| Лучший сериал онлайн-платформ (Награду вручали Светлана Дрыга и Андрей Бурковский)                              | • Вертинский (режиссёр: Авдотья Смирнова; продюсер: Константин Эрнст)                                                                                          |
| Лучший сериал онлайн-платформ (Награду вручали Светлана Дрыга и Андрей Бурковский)                              | • Вампиры средней полосы (режиссёр: Антон Маслов; продюсеры: Эдуард Илоян, Виталий Шляппо, Алексей Троцюк, Денис Жалинский, Михаил Ткаченко)                   |
| Лучший сериал онлайн-платформ (Награду вручали Светлана Дрыга и Андрей Бурковский)                              | • Пингвины моей мамы (режиссёр:Наталья Мещанинова; продюсеры: Александр Плотников, Борис Хлебников, Валерий Федорович, Евгений Никишов)                        |
| Лучший неигровой фильм (Награду вручали Александр Роднянский и Ирина Горбачева)                                 | • Бондарчук. Battle (режиссёр: Илья Белов) |
| Лучший неигровой фильм (Награду вручали Александр Роднянский и Ирина Горбачева)                                 | • Байкал. Удивительные приключения Юмы (режиссёр: Анастасия Попова)                                                                                            |
| Лучший неигровой фильм (Награду вручали Александр Роднянский и Ирина Горбачева)                                 | • Кто тебя победил никто (режиссёр: Любовь Аркус) |
| Лучший короткометражный фильм (Награду вручали Александр Роднянский и Ирина Горбачева)                          | • Друг (режиссёр: Андрей Светлов) |
| Лучший короткометражный фильм (Награду вручали Александр Роднянский и Ирина Горбачева)                          | • Аптека счастья (режиссёр: Оксана Михеева) |
| Лучший короткометражный фильм (Награду вручали Александр Роднянский и Ирина Горбачева)                          | • И привет (режиссёры: Борис Хлебников, Наталья Мещанинова) |
| Лучший анимационный фильм                                                                                       | • Конь Юлий и большие скачки (режиссёры: Дарина Шмидт, Константин Феоктистов)                                                                                  |
| Лучший анимационный фильм                                                                                       | • Аляска (режиссёр: Оксана Кувалдина) |
| Лучший анимационный фильм                                                                                       | • Кощей. Начало (режиссёр: Андрей Колпин) |
| Лучшая режиссёрская работа (Награду вручал Фёдор Бондарчук)                                                     | • Глеб Панфилов — «Иван Денисович» |
| Лучшая режиссёрская работа (Награду вручал Фёдор Бондарчук)                                                     | • Наталья Меркулова, Алексей Чупов — «Капитан Волконогов бежал»                                                                                                |
| Лучшая режиссёрская работа (Награду вручал Фёдор Бондарчук)                                                     | • Михаил Локшин — «Серебряные коньки» |
| Лучший сценарий (Награду вручали Марина Александрова и Павел Деревянко)                                         | • Роман Кантор — «Серебряные коньки» |
| Лучший сценарий (Награду вручали Марина Александрова и Павел Деревянко)                                         | • Наталья Меркулова, Алексей Чупов — «Капитан Волконогов бежал»                                                                                                |
| Лучший сценарий (Награду вручали Марина Александрова и Павел Деревянко)                                         | • Илья Цофин — «Уроки фарси» |
| Лучшая женская роль в кино (Награду вручал Фёдор Бондарчук)                                                     | • Мария Аронова — «Пара из будущего» |
| Лучшая женская роль в кино (Награду вручал Фёдор Бондарчук)                                                     | • Анна Михалкова — «Дело» |
| Лучшая женская роль в кино (Награду вручал Фёдор Бондарчук)                                                     | • Ирина Старшенбаум — «Общага» |
| Лучшая мужская роль в кино (Награду вручал Фёдор Бондарчук)                                                     | • Филипп Янковский — «Иван Денисович» |
| Лучшая мужская роль в кино (Награду вручал Фёдор Бондарчук)                                                     | • Юра Борисов — «Капитан Волконогов бежал» |
| Лучшая мужская роль в кино (Награду вручал Фёдор Бондарчук)                                                     | • Константин Хабенский — «Огонь» |
| Лучшая мужская роль второго плана (Награду вручали Марина Александрова и Павел Деревянко)                       | • Иван Янковский — «Огонь» |
| Лучшая мужская роль второго плана (Награду вручали Марина Александрова и Павел Деревянко)                       | • Тимофей Трибунцев — «Капитан Волконогов бежал» |
| Лучшая мужская роль второго плана (Награду вручали Марина Александрова и Павел Деревянко)                       | • Алексей Гуськов — «Серебряные коньки» |
| Лучшая женская роль второго плана (Награду вручали Марина Александрова и Павел Деревянко)                       | • Ирина Горбачёва — «Огонь» |
| Лучшая женская роль второго плана (Награду вручали Марина Александрова и Павел Деревянко)                       | • Дарья Коныжева — «Пара из будущего» |
| Лучшая женская роль второго плана (Награду вручали Марина Александрова и Павел Деревянко)                       | • Северия Янушаускайте — «Серебряные коньки» |
| Лучшая мужская роль в сериале (Награду вручали Светлана Дрыга и Андрей Бурковский)                              | • Алексей Гуськов — «Седьмая симфония» |
| Лучшая мужская роль в сериале (Награду вручали Светлана Дрыга и Андрей Бурковский)                              | • Алексей Филимонов — «Вертинский» |
| Лучшая мужская роль в сериале (Награду вручали Светлана Дрыга и Андрей Бурковский)                              | • Филипп Янковский — «Контейнер» |
| Лучшая женская роль в сериале (Награду вручали Светлана Дрыга и Андрей Бурковский)                              | • Александра Урсуляк — «Пингвины моей мамы» |
| Лучшая женская роль в сериале (Награду вручали Светлана Дрыга и Андрей Бурковский)                              | • Александра Ребенок — «Обитель» |
| Лучшая женская роль в сериале (Награду вручали Светлана Дрыга и Андрей Бурковский)                              | • Наталья Рогожкина — «Седьмая симфония» |
| Лучшая операторская работа (Награду вручал Фёдор Бондарчук)                                                     | • Игорь Гринякин — «Серебряные коньки» |
| Лучшая операторская работа (Награду вручал Фёдор Бондарчук)                                                     | • Александр Александров — «Общага» |
| Лучшая операторская работа (Награду вручал Фёдор Бондарчук)                                                     | • Михаил Милашин — «Огонь» |
| Лучшая работа художника-постановщика (Награду вручали Николай Лебедев и Катерина Шпица)                         | • Александр Загоскин — «Серебряные коньки» |
| Лучшая работа художника-постановщика (Награду вручали Николай Лебедев и Катерина Шпица)                         | • Сергей Февралев — «Капитан Волконогов бежал» |
| Лучшая работа художника-постановщика (Награду вручали Николай Лебедев и Катерина Шпица)                         | • Анастасия Каримулина, Изабела Тихоньска — «Конек-горбунок»                                                                                                   |
| Лучшая работа художника по костюмам (Награду вручали Николай Лебедев и Катерина Шпица)                          | • Татьяна Патрахальцева, Галина Солодовникова — «Серебряные коньки»                                                                                            |
| Лучшая работа художника по костюмам (Награду вручали Николай Лебедев и Катерина Шпица)                          | • Надежда Васильева — «Капитан Волконогов бежал» |
| Лучшая работа художника по костюмам (Награду вручали Николай Лебедев и Катерина Шпица)                          | • Надежда Васильева, Ольга Михайлова — «Конек-горбунок» |
| Лучшая музыка к фильму                                                                                          | • Алексей Айги — «Белый снег» |
| Лучшая музыка к фильму                                                                                          | • Вадим Биберган — «Иван Денисович» |
| Лучшая музыка к фильму                                                                                          | • Кирилл Бородулев — «Огонь» |
| Лучший монтаж фильма (Награду вручали Марина Зудина и Виктор Сухоруков)                                         | • Мария Лихачева, Дмитрий Слобцов — «Серебряные коньки» |
| Лучший монтаж фильма (Награду вручали Марина Зудина и Виктор Сухоруков)                                         | • Ольга Петрусевич — «Иван Денисович» |
| Лучший монтаж фильма (Награду вручали Марина Зудина и Виктор Сухоруков)                                         | • Серик Бейсеу, Константин Ларченко — «Конек-горбунок» |
| Лучшая работа звукорежиссёра                                                                                    | • Алексей Самоделко — «Огонь» |
| Лучшая работа звукорежиссёра                                                                                    | • Никита Ганькин — «Иван Денисович» |
| Лучшая работа звукорежиссёра                                                                                    | • Алексей Самоделко — «Серебряные коньки» |
| Лучшая работа художника по гриму и пластическим спецэффектам (Награду вручали Николай Лебедев и Катерина Шпица) | • Петр Горшенин, Татьяна Вавилова — «Последний богатырь: Корень зла»                                                                                           |
| Лучшая работа художника по гриму и пластическим спецэффектам (Награду вручали Николай Лебедев и Катерина Шпица) | • Анна Мановицкая, Лариса Сверба — «Иван Денисович» |
| Лучшая работа художника по гриму и пластическим спецэффектам (Награду вручали Николай Лебедев и Катерина Шпица) | • Тамара Фрид — «Серебряные коньки» |
| Лучшие визуальные эффекты                                                                                       | • Компания CGF — «Конек-горбунок» |
| Лучшие визуальные эффекты                                                                                       | • Компания CGF — «Огонь» |
| Лучшие визуальные эффекты                                                                                       | • Компания CGF — «Серебряные коньки» |

Специальная награда
- За вклад в киноискусство — Сергей Шакуров 
(Награду вручал Сергей Гармаш)